# Gouvernement Tsjeljabinsk
Het gouvernement Tsjeljabinsk (Russisch: Челябинская губерния, Tsjeljabinskja goebernija) was een gouvernement (goebernija) binnen de Russische Socialistische Federatieve Sovjetrepubliek (RSFSR). Het gouvernement bestond van 1919 tot 1923. Het gouvernement ontstond uit het gouvernement Tobolsk. De hoofdstad was Tsjeljabinsk.
Het gouvernement ontstond op 3 september (of 27 augustus) door een decreet van het Heel-Russisch Centraal Uitvoerend Comité. Tegelijkertijd werden ook de gouvernementen Omsk en Tjoemen opgericht. Het gouvernement  werd hernoemd tot oejazd Tsjeljabinsk en daarna tot de oblast Tsjeljabinsk.